# Estatut d'Autonomia d'Astúries
L'Estatut d'Autonomia d'Astúries és una Llei Orgànica espanyola que determina les competències, els òrgans i la forma de la comunitat autònoma del Principat d'Astúries.

## Història
El règim preautonòmic s'instaura a Astúries per Decret Llei 29/1978, de 27 de setembre, instituint el Consell Regional d'Astúries "com a òrgan de govern i administració de la Regió" (art. 2). Es va crear una Comissió Mixta de representants de l'Administració de l'Estat i del Consell Regional d'Astúries per a proposar al Govern els acords sobre transferències de la gestió de funcions, activitats i serveis de la competència de l'Administració de l'Estat.2019
L'1 de juny de 1979 els partits polítics amb representació parlamentària en la Diputació d'Oviedo prenen la decisió de formalitzar l'inici el procés autonòmic. Per a elaborar un Avantprojecte d'Estatut es forma la Comissió dels 24 (composta per sis representants de cada partit: UCD, FSA-PSOE, PCA i Coalició Democràtica) va ser encarregada d'elaborar un grup de treball, la Comissió dels 8, per a elaborar el primer esborrany d'Estatut.
Les deliberacions d'aquesta comissió van dur a triar la forma prevista per l'article 143.1 de la Constitució per a desenvolupar l'Estatut i rebutjar, en canvi, el 151, davant la negativa d'UCD. Al desembre del mateix any, el Consell Regional d'Astúries adopta la iniciativa de constituir Astúries en Comunitat Autònoma —seguint el Títol VIII de la Constitució— i trasllada als ajuntaments aquesta decisió perquè adoptin similar iniciativa: 72 municipis (el 95% del cens electoral) decideixen acollir-se al procediment de l'article 143. El 18 de gener de 1980 es constituïx l'Assemblea de Parlamentaris i Diputats provincials encarregada d'elaborar el Projecte d'Estatut d'autonomia acabant els seus treballs el 12 d'abril. Deu dies després, es remet aquest Projecte a la Comissió Constitucional del Congrés2019 i és aprovat en la seva versió definitiva el 15 de desembre de 1981. La Llei Orgànica 7/1981, d'Estatut d'Autonomia per a Astúries es publica al BOE el 30 de desembre de 1981.2019
La primera proposta de reforma es va presentar el 1988 i 1989. La primera reforma va ser realitzada el 1991, amb la qual es modifica la data del calendari electoral per fer-lo coincidir amb les eleccions al Congrés dels Diputats. En 1994, es realitza la segona modificació, que amplia les competències d'Astúries, afectant a cinc articles (amb la llei de transferència Llei Orgànica 9/1992). El 1999, la reforma arriba de manera que Astúrias passa a anomenar-se oficialment Principat d'Astúries i equipara les seues competències a les de les comunidades autónomas formades via article 151 de la Constitución. Tant la modificació de 1991 com la de 1999 foren realitzades pel PP i PSOE de manera acordada.

## Procediment de reforma
La iniciativa de la reforma correspon al govern asturià, una quarta part del parlament d'Astúries, les Corts Generals, el govern espanyol o d'almenys dos terços dels ajuntaments.
La tramitació al parlament regional ha de seguir el procediment legislatiu ordinari, tal com marca al reglament, art. 161.
La proposta de reforma requereix l'aprovació del parlament asturià i les Corts Generals amb una llei orgànica.